# Empowered
Empowered est un comics américain de style manga écrit et dessiné par Adam Warren. Décrit par l'auteur comme une « comédie sexy de super-héros », Empowered a commencé à prendre forme en 2004 à la suite d'une commande de croquis de demoiselle en détresse ; ces dessins ont ensuite inspiré de courtes histoires contribuant au développement des personnages de la série Empowered.
À propos du style graphique de la série, Adam Warren a déclaré que « Empowered est un comics de super-héros à part entière, mais réalisé par un artiste clairement sous influences manga ».
Le comics Empowered est entièrement réalisé en noir et blanc : les planches sont crayonnées, en niveaux de gris, comme un storyboard ; elles ne sont ni encrées, ni tramées (la trame est un motif en noir et blanc très fréquemment utilisé dans le dessin manga) ce qui confère au trait un caractère particulièrement dynamique.

## Publications
Empowered est édité par Dark Horse aux États-Unis depuis 2007. En France, Milady Graphics a publié les quatre premiers tomes à partir de fin 2009 (traduction par Philippe Touboul) :
| Titre                                             | Sortie USA | Référence                | Sortie France | Référence            |
| ------------------------------------------------- | ---------- | ------------------------ | ------------- | -------------------- |
| Empowered Vol. 1                                  | 21/03/2007 | (ISBN 9781593076726)     | 18/09/2009    | (ISBN 9782811201951) |
| Empowered Vol. 2                                  | 03/10/2007 | (ISBN 9781593078164)     | 09/04/2010    | (ISBN 9782811203276) |
| Empowered Vol. 3                                  | 05/03/2008 | (ISBN 9781593078706)     | 19/11/2010    | (ISBN 9782811204426) |
| Empowered Vol. 4                                  | 29/10/2008 | (ISBN 9781593079949)     | 18/02/2011    | (ISBN 9782811204761) |
| Empowered Vol. 5                                  | 24/06/2009 | (ISBN 9781595822123)     |               |                      |
| Empowered Vol. 6                                  | 07/09/2010 | (ISBN 9781595823915)     |               |                      |
| Empowered Vol. 7                                  | 30/05/2012 | (ISBN 9781595828842)     |               |                      |
| Empowered Vol. 8                                  | 18/12/2013 | (ISBN 9781616552046)     |               |                      |
| Empowered Vol. 9                                  | 19/08/2015 | (ISBN 978-1-61655-571-9) |               |                      |
| Empowered Vol. 10                                 | 21/06/2017 | (ISBN 978-1-50670-414-2) |               |                      |
| Empowered Vol. 11                                 | 18/09/2019 | (ISBN 978-1-50671-499-8) |               |                      |
| Empowered Vol. 12                                 | 23/07/2024 | (ISBN 978-1-50673-106-3) |               |                      |
| Empowered Special: The Wench With a Million Sighs | 04/12/2009 | UPC 76156816731300111    |               |                      |